# フランソワ・ド・ヌフヴィル (ヴィルロワ公)

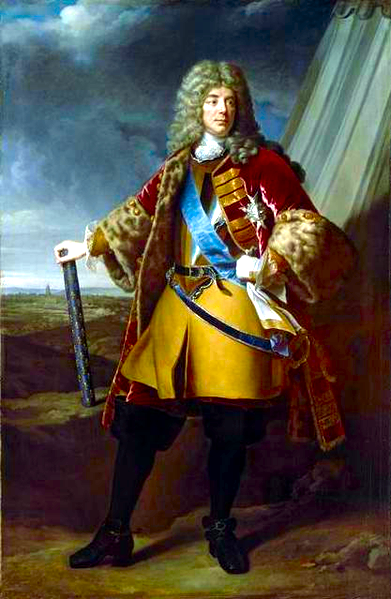
ヴィルロワ公フランソワ・ド・ヌフヴィル

ヴィルロワ公フランソワ・ド・ヌフヴィル（François de Neufville, duc de Villeroy, 1644年4月7日 - 1730年7月18日）は、フランス・ブルボン朝の貴族、軍人。フランス元帥ニコラ・ド・ヌフヴィルの次男。
幼少時からフランス王ルイ14世に付き従い軍歴を重ね、1693年に元帥に任命、1695年に死去したリュクサンブール公の後を受けて大同盟戦争における南ネーデルラント戦線を担当した。ブリュッセル包囲を敢行して落とそうと図り、イングランド王ウィリアム3世率いる同盟軍に包囲されたナミュールの救援に向かったが、いずれも果たせずに終わった（第二次ナミュール包囲戦）。ブリュッセル包囲時に広場のグラン＝プラスがフランス軍の砲撃で被害に遭っている。
1701年、スペイン継承戦争が勃発するとニコラ・カティナに代わってイタリア戦線に派遣されたが、オーストリアの将軍プリンツ・オイゲンにキアーリの戦いで敗北、翌1702年のクレモナの戦いで捕虜となり、解放後はヴァンドーム公と交替、ネーデルラント戦線へ送られブーフレールに代わってイングランド軍司令官マールバラ公ジョン・チャーチルと相対、アントワープからナミュールまでの防衛線を固めた。しかし、1704年に入ってドイツへ南下したマールバラ公を取り逃がした上、ブレンハイムの戦いで敗れたフランス軍の敗残兵を収容したものの同盟軍の勢いに圧倒され、ドイツ戦線の後退を余儀なくされた。
1705年にネーデルラントへ戻り引き続き防衛線を固めたが突破され（エリクセムの戦い）、翌1706年にルイ14世の指示を受けて防衛線奪還のため進軍した。だが、ラミイの戦いでバイエルン選帝侯マクシミリアン2世と共にマールバラ公に大敗、攻勢を阻止されたばかりかネーデルラント全土も制圧され、他の戦線にも悪影響を及ぼすまでになってしまった。この事態を受けたルイ14世によって更迭され、ヴァンドームに交替させられた。以後は出陣することなく廷臣として過ごし、1717年から1722年まで幼いルイ15世の養育係を務めた。1730年にパリで死去、長男のルイ・ニコラがヴィルロワ公位を継いだ。